# Stary cmentarz żydowski w Kurowie
Stary cmentarz żydowski w Kurowie – powstał w drugiej połowie XVI wieku przy ulicy Nowej. Zniszczony wraz z synagogą podczas II wojny światowej. Obecnie nie ma po nim śladu – jego teren został zabudowany. Cmentarz miał powierzchnię 0,4 ha.